# Патріс Невьо
Патріс Невьо (фр. Patrice Neveu; 29 березня 1954, Пре-Сент-Евру) — французький футбольний тренер, насамперед відомий роботою в Африці, зокрема з цілою низкою національних збірних команд.

## Ігрова кар'єра
У дорослому футболі дебютував 1971 року виступами за команду нижчолігового клубу «Шатоден», в якій провів чотири сезони.  
Своєю грою за цю команду привернув увагу представників тренерського штабу клубу «Ангулем», що на той момент грав у другому дивізіоні французького футболу і до складу якого Невьо приєднався 1975 року. Проте за команду з Ангулема відіграв лише один сезон, так й не ставши гравцем основного складу.
Натомість 1976 року перейшов до нижчолігового «Шартра», у складі якого провів наступні чотири роки своєї кар'єри гравця. З 1980 року вісім сезонів захищав кольори команди клубу «Ла-Рошель». 
1988 року перейшов до клубу «Л'Іль-д'Елль», за який відіграв один сезон, після чого завершив виступи на полі.

## Кар'єра тренера
Розпочав тренерську кар'єру відразу ж по завершенні кар'єри гравця, 1989 року, очоливши тренерський штаб клубу «Сен-Мартен-де-Ре». До 1999 року очолював ще два французькі клуби «Фонтене-ле-Конт» та «Ангулем».
Один сезон (1999 - 2000) тренував національну збірну Нігеру.
З 2000 по 2004 очолював різноматні клуби серед них марокканський «Креді Агріколь Рабат», гонконзький «Меденін» та китайські «Далянь Шиде» і «Шанхай Юнайтед».
Два сезони був головним тренером національної збірної Гвінеї. Вивів збірну Гвінеї на Кубок африканських націй 2006, де вони здобули три перемоги в групі С та вийшли до чвертьфіналу, де поступились збірній Сенегалу 2:3.
Рік віпрацювавши з єгипетським клубом «Ісмайлі» Патріс Невьо отримав запрошення очолити національну збірну ДР Конго. Він відпрацював два роки з цією збірною, але на Кубок африканських націй 2010 збірна під його керівництвом не потрапила.
До кінця 2010 очолював інший єгипетський клуб після чого взяв паузу в тренерській діяльності.
У 2012 очолив національну збірну Мавританії з якою працював три роки.
З грудня 2015 очолює тренерський штаб національної збірної Гаїті. У грудні наступного року француз покинув збурну та взяв річну паузу.
У грудні 2017 отримав пропозицію очолити національну збірну Беніну.
У квітні 2018 року він був одним із 77 претендентів на вакантну роботу в національній збірній Камеруну.
У вересні 2018 року він тимчасово став тренером національної команди Лаосу.
У листопаді 2018 очолює гвінейський клуб «Хоройя» з яким пропрацював до 20 березня 2019 року.
З 24 березня 2019 очолив тренерський штаб національної команди Габону. Залишив посаду наприкінці 2023 року.